# Blumenthaler SV
El Blumenthaler SV (oficialmente Blumenthaler Sportverein von 1919 e.V.) es un club de fútbol fundado en 1919 en Blumenthal, el barrio más septentrional de Bremen. Los colores del club son azul y rojo. El primer equipo masculino juega en la Bremer-Liga, la quinta división. El estadio local es el Burgwall-Stadion. Durante el Tercer Reich, el club era conocido como ASV Blumenthal, que es el acrónimo de Allgemeiner Sportverein.
El club ha participado una vez en el campeonato alemán de la Arbeiter-Turn- und Sportbund y tres veces en el campeonato alemán de amateurs. El Blumenthaler SV se ha clasificado siete veces para la DFB-Pokal o Tschammerpokal. Como ASV Blumenthal, el club jugó durante ocho años en la Gauliga Niedersachsen o Weser-Ems, que en ese momento era la máxima división. Además, el Blumenthaler SV ha ganado once títulos de campeón regional y ocho títulos de copa regional.

## Historia

### Desde su fundación hasta la prohibición (1912-1933)
Aunque el año 1919 se considera el año de fundación del club, las raíces del Blumenthaler SV se remontan a 1912, cuando un grupo de estudiantes fundó la asociación Spiel und Sport Blumenthal, que unas semanas después se convirtió en Blumenthaler FV. Se establecieron en el campo deportivo de Forsthaus. Después de la Primera Guerra Mundial, el club se dividió. En la asamblea de miembros del 30 de mayo de 1919, surgió una disputa entre los miembros orientados hacia los trabajadores y los burgueses. Los trabajadores querían unirse a la Arbeiter-Turn- und Sportbund (ATSB), afín al Partido Socialdemócrata, mientras que la otra parte quería quedarse en la DFB. El 16 de junio de 1919, los trabajadores fundaron el Blumenthaler SV, que se unió al ATSB. Los miembros restantes del Blumenthaler FV se fusionaron en 1919 con el Vegesacker SV para formar el SpVgg Vegesack-Blumenthal, que más tarde se convirtió en SG Aumund-Vegesack después de la Segunda Guerra Mundial.
En la década de 1920, el Blumenthaler SV ganó el apodo de "Forsthaus-Elf" (Once de Forsthaus) por su fuerza en casa. Sus seguidores provenían principalmente de los trabajadores del astillero Bremer Vulkan y de la fábrica de lana Bremer Woll-Kämmerei. Desde el punto de vista deportivo, el equipo se acercó rápidamente a los equipos punteros de la región. El punto culminante fue la temporada 1931/32, cuando el Blumenthaler SV ganó el campeonato de distrito contra un equipo de Hildesheim. Como resultado, se clasificaron para el campeonato alemán de trabajadores, llegando a las semifinales después de superar a FTSV Kiel-Ost y Spielverein Oberkaufungen. Sin embargo, fueron eliminados con un marcador de 1-4 por el futuro campeón TSV Nürnberg-Ost.
Un año después, los nazis llegaron al poder en Alemania y prohibieron el movimiento deportivo obrero. Como no había ningún club burgués en el área norte de Bremen que pudiera asumir la posición deportiva, el Blumenthaler SV fue inesperadamente salvado. Sin embargo, esta salvación estaba condicionada a tres requisitos: el club debía pasar a formar parte de la DFB, cambiar de nombre y comenzar desde la Kreisklasse. Un proceso similar se llevó a cabo en Bremerhaven con la transformación del ATV Bremerhaven en el club Bremerhaven 93.

### ASV Blumenthal (1933-1947)
A pesar del descenso, el "Forsthaus-Elf" se mantuvo unido y en 1936, después de dos ascensos consecutivos, llegó a la Bezirksklasse Bremen, la segunda división de fútbol. El equipo se aseguró el título de distrito en 1937, pero falló en la fase de ascenso a la Gauliga Niedersachsen contra el VfL Osnabrück. Poco después, Borussia Harburg y Wilhelmsburg 09 fueron transferidos a la Gauliga Nordmark y se programó una ronda adicional de clasificación. Después de una victoria por 5-0 sobre el 1. SC Göttingen 05, el ASV logró el ascenso a la Gauliga. A pesar de una derrota por 0-12 contra el Hannover 96, el Blumenthaler SV logró mantenerse cómodamente en la categoría.
Un año después, parecía que el equipo ya estaba descendido, pero logró obtener siete puntos en los últimos cuatro partidos de la temporada, asegurando su permanencia. En 1940, el "Forsthaus-Elf" causó sensación en la Tschammerpokal, el precursor de la actual DFB-Pokal, al vencer al Hamburger SV por 3-1 en la primera ronda. Fueron eliminados en la siguiente ronda tras una derrota contundente por 0-5 contra el Dresdner SC. Dos años después, el ASV se mantuvo en la primera división solo gracias a la disolución de la Gauliga Niedersachsen. Durante la temporada, sufrieron una derrota por 0-14 contra el Wilhelmshaven 05. En la temporada 1942/43, sufrieron una derrota por 0-25 en la Gauliga Weser-Ems contra el mismo equipo. Un año después, el Blumenthaler SV aseguró el segundo puesto. Después del final de la guerra, en 1946, el ASV se convirtió en subcampeón de Bremen detrás del SV Werder, a quien derrotaron por 3-0 durante la temporada. Después de la temporada 1946/47, el club retomó su nombre tradicional, Blumenthaler SV.

### Campeonatos sin ascensos (1947-1974)
A partir de 1947, el BSV jugó en la máxima división amateur de Bremen. Aunque el equipo estaba entre los mejores de la liga, regularmente fracasaba en la fase de ascenso a la Ober- o Regionalliga Nord. En 1950, el "Forsthaus-Elf" ganó su primer título de campeón de Bremen, pero falló en la fase de ascenso después de las derrotas contra el TSV Goslar 08 y el Altona 93. Un año después, el equipo quedó excluido de la lucha por el ascenso después de dos derrotas iniciales.
Después de trasladarse al estadio Burgwall, el BSV obtuvo sus primeros puntos en la fase de ascenso solo en el último partido sin importancia contra el VfB Oldenburg, después de ganar el tercer título de campeón en 1952. Después de unos años modestos en mitad de la tabla, en 1959 ganaron su cuarto título de campeón de Bremen. Una vez más, la promoción a la Oberliga se les escapó en la fase de clasificación. Tres años después, con la llegada del famoso entrenador Erich Hänel, el equipo ganó el quinto título de campeón en 1964 y nuevamente se les escaparon los puntos en la fase de promoción. En la temporada siguiente, el club fichó a varios nuevos y costosos fichajes destacados
y al final de la temporada, los Blumenthaler fueron subcampeones. Luego siguieron años en la mitad de la tabla, hasta que en 1969, bajo la dirección del entrenador Wolfgang Bolz, se comenzó a dar más importancia a la cantera.
Tres años después, el BSV ganó su sexto título de campeón y perdió la promoción de categoría debido a un empate 3-3 en el último partido de la fase de promoción contra el Schleswig 06. Un año después, en la fase de promoción contra el VfL Pinneberg, los Blumenthaler salieron derrotados. En 1974 se introdujo la Oberliga Nord como la tercera categoría, y el campeón de Bremen se clasificaría automáticamente. En la última jornada se enfrentaron el líder Bremer SV y el Blumenthaler SV, segundo a un punto de distancia. Los Blumenthaler ganaron ante 8.000 espectadores por 3-0 y lograron el ascenso directo a la Oberliga, mientras que el Bremer SV se clasificó a través de los playoffs.

### Entre la Oberliga y la Verbandsliga (1974-1993)
El Blumenthaler SV comenzó con éxito en la Oberliga Nord. En la temporada 1974/75 el equipo se clasificó en séptimo lugar, mientras que al año siguiente quedó en octavo. Mientras tanto, el BSV llamó la atención en varias ocasiones en la DFB-Pokal. En 1974, el equipo fue eliminado en la primera ronda por el MSV Duisburg con un marcador de 1-3 ante 6.000 espectadores. Un año después, los Blumenthaler vencieron al Hertha Zehlendorf por 1-0 en el... (the text was truncated)

### Fahrstuhlära (1993-2005)
En la temporada 1993/94, el equipo descendió a la Bezirksliga. Después de tres ascensos consecutivos, en 1997 el BSV alcanzó la Oberliga Niedersachsen/Bremen de cuarta categoría y descendió inmediatamente hasta 2002 a la Bezirksliga como último en la clasificación. Desde 2005, el BSV forma parte de la Bremen Liga después de dos ascensos consecutivos.

### Entre éxitos y posiciones en mitad de tabla (desde 2005)
En 2006, el primer equipo ganó el 18º Lotto-Masters para el Haake Beck-Cup (hoy en día Lotto-Masters para el Sparkasse Bremen-Cup), el campeonato de fútbol sala no oficial de Bremen, en la actual ÖVB-Arena de Bremen contra el Werder Bremen U23. En 2015, volvieron a ganar el Lotto-Masters actual. En esta ocasión, el rival vencido en la final fue el Bremer SV.
En los años 2014, 2016, 2018 y 2020, el equipo no logró el acceso a la DFB-Pokal después de perder las finales del Lotto-Pokal. En las dos primeras finales, el Bremer SV ganó por 1-0 y 3-0, mientras que en 2018 el BSC Hastedt prevaleció por 3-0. En 2020, el Blumenthaler SV fue eliminado por el Bremer Meister y el equipo de Regionalliga FC Oberneuland solo después de la tanda de penales con un marcador de 4-5, después de un empate 2-2 en el tiempo reglamentario.

## Equipos juveniles
El Blumenthaler SV es conocido en el fútbol amateur de Bremen y más allá de sus fronteras por su trabajo con los jóvenes. En las últimas décadas, han surgido jugadores como el refugiado gambiano Ousman Manneh y dos jugadores del SV Werder Bremen, Sören Seidel, del "Burgwall". Otros nombres destacados provenientes de la cantera del Blumenthaler SV incluyen al profesional del SC Friburgo Lucas Höler y al entrenador juvenil de larga trayectoria Michael Kniat, quien entrena al segundo equipo del club de la segunda división, el SC Paderborn 07. En enero de 2021, Kebba Badjie firmó un contrato profesional con el Werder Bremen y jugó para el equipo Sub-19 del Blumenthaler en la Regionalliga Nord.

### Sub-19
En 2011, el equipo Sub-19 fue ascendido a la Regionalliga Nord y en la siguiente temporada logró la permanencia por primera vez en lo que es la segunda liga juvenil alemana más alta. Los juveniles jugaron en esa liga hasta la temporada 2017/18. En las temporadas 2019/20 y 2021/22, el equipo Sub-19 estuvo cerca de regresar a la Regionalliga. En la temporada 2022/23, el equipo Sub-19 del Blumenthaler SV logró el ascenso desde el Burgwall a la Regionalliga. El objetivo declarado por el entrenador principal y presidente Peter Moussalli es lograr el ascenso directo a la Bundesliga Sub-19.

### Sub-17
En 2010, el equipo Sub-17 ascendió a la Regionalliga Nord. Después de una temporada, el equipo Sub-17 descendió de la Regionalliga Nord, pero en 2014 logró nuevamente el ascenso y en 2015 sufrió un nuevo descenso. En la temporada 2020/21, el primer equipo Sub-17 jugó en la liga de Bremen y, después de 6 partidos, se ubicó en el primer lugar según la regla de coeficientes y fue proclamado campeón por la Asociación de Fútbol de Bremen. Debido a que se le negó al equipo la oportunidad de ascenso por parte de la Federación de Fútbol del Norte de Alemania, el Blumenthaler SV está considerando acciones legales. El equipo Sub-17 del Blumenthaler SV es uno de los tres ganadores de la Copa de las Asociaciones Regionales de Bremen y ha eliminado a varios equipos de la Regionalliga con impresionantes actuaciones para llegar a la final. Además, el equipo logró el ascenso con facilidad a la Regionalliga, superando a muchos equipos de la tercera división que anotaron más de cien goles en solo los primeros doce partidos y solo concedieron tres goles en la tercera liga más fuerte. En la temporada 2022/23, los jóvenes del Burgwall lograron el ascenso a la Bundesliga Sub-17 y se ubicaron en el segundo lugar en la segunda liga juvenil más alta de Alemania, solo por detrás del VfL Wolfsburg. En la Regionalliga Nord, superaron a muchos equipos Sub-16 de la 1ª y 2ª Bundesliga, así como a equipos Sub-17, incluyendo a Holstein Kiel y VfL Osnabrück.

### Sub-15
El equipo Sub-15 también logró el ascenso a la Regionalliga Nord, donde jugó en la temporada 2013/14 y nuevamente a partir del verano de 2019. Hasta la interrupción de la temporada debido a la pandemia de COVID-19, el equipo bajo la dirección del presidente del club y entrenador principal Peter Moussalli obtuvo buenos resultados en la liga juvenil alemana más alta y logró el cuarto lugar en la clasificación gracias al cálculo del coeficiente de puntos, asegurando así la permanencia en la liga. Después de dos temporadas en la liga de alto nivel, el equipo del Blumenthaler se vio obligado a regresar a la liga asociativa y tiene como objetivo regresar a la Regionalliga en la temporada 2022/23.

## Burgwall-Stadion
El Burgwall-Stadion es la sede principal de los partidos y entrenamientos, que incluye un estadio con una capacidad de 5.000 espectadores, tres campos y una sala. Desde el primer partido inaugural contra el SV Werder Bremen el 9 de septiembre de 1951, los jugadores del Blumenthaler SV disputan regularmente sus partidos en casa aquí.
En 2022, el Blumenthaler SV presentó el proyecto para un parque deportivo en Burgwall, que incluye, entre otras cosas, la renovación completa de la antigua instalación deportiva del distrito, incluida la sala en ruinas. También se construirán instalaciones para deportes como atletismo, voleibol, fútbol, fitness, streetball, fútbol tenis y pádel tenis. También se construirá una cancha de streetball, una jaula para fútbol y una cancha de pádel tenis, junto con una estructura para calistenia. Además, se busca lograr la autosuficiencia energética de toda la instalación deportiva.